# Nemenikuće

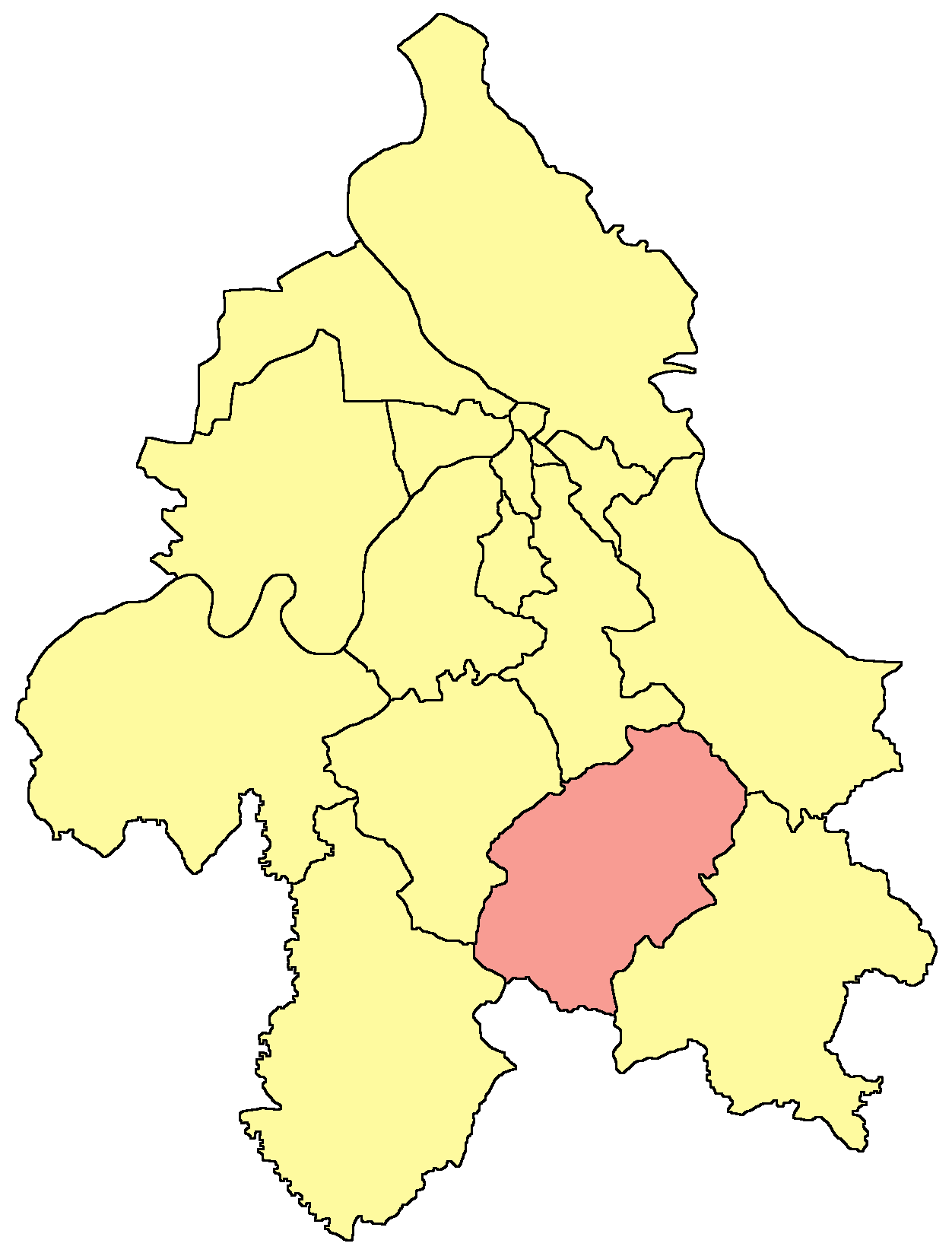
Localisation de la municipalité de Sopot dans la Ville de Belgrade

Nemenikuće (en serbe cyrillique : Неменикуће) est une localité de Serbie située dans la municipalité de Sopot et sur le territoire de la Ville de Belgrade. Au recensement de 2011, elle comptait 1 922 habitants.
Nemenikuće, officiellement classé parmi les villages de Serbie, est situé au nord du mont Kosmaj.

## Démographie

### Évolution historique de la population
| 1948  | 1953  | 1961  | 1971  | 1981  | 1991  | 2002  | 2011  |
| ----- | ----- | ----- | ----- | ----- | ----- | ----- | ----- |
| 2 414 | 2 464 | 2 400 | 2 161 | 1 999 | 1 933 | 2 058 | 1 922 |

|  |